# (7475) Kaizuka
(7475) Kaizuka (1992 UX5) – planetoida z pasa głównego asteroid okrążająca Słońce w ciągu 3,45 lat w średniej odległości 2,28 j.a. Odkryta 28 października 1992 roku.